# Djuptjärnen (Kalls socken, Jämtland, 706859-133622)
Djuptjärnen är en sjö i Åre kommun i Jämtland och ingår i Indalsälvens huvudavrinningsområde. Sjön har en area på 0,136 kvadratkilometer och ligger 518,2 meter över havet.

## Delavrinningsområde
Djuptjärnen ingår i det delavrinningsområde (706857-133541) som SMHI kallar för Mynnar i Korsvattnet. Medelhöjden är 525 meter över havet och ytan är 3,79 kvadratkilometer. Det finns ett avrinningsområde uppströms, och räknas det in blir den ackumulerade arean 4,92 kvadratkilometer. Vattendraget som avvattnar avrinningsområdet har biflödesordning 3, vilket innebär att vattnet flödar genom totalt 3 vattendrag innan det når havet efter 376 kilometer. Avrinningsområdet består mestadels av skog (64 procent) och sankmarker (31 procent). Avrinningsområdet har 0,14 kvadratkilometer vattenytor vilket ger det en sjöprocent på 3,6 procent.